# Tolazolin
Tolazolin je neselektivni kompetitivni antagonist α-adrenergičkog receptora. On je vazodilatator koji se koristi za tretiranje spazama perifernih krvnih sudova (kao u akrocijanozi). On je takođe uspešno korišćen kao antidot za poništavanje jake periferne vazokonstrikcije koja se može javiti usled predoziranja pojedinih agonista 5-HT2A receptora kao što su LSD, DOB i Bromo-DragonFLY, koji mogu da dovedu do gangrene ako se ne tretiraju.
On se najčešće koristi u veterini, za poništavanje ksilazinom indukovane sedacije.

## Hemija
Tolazolin, 2-benzil-2-imidazolin, se može sintetisati putem heterociklizacije ethil ester iminofenzilsirćetne kiseline sa etilen diaminom. Struktura tolazolina je veoma slična sa α-adrenergičkim agonistima, koji su antiedemski simpatomimetici.

## Literatura
- Boothe, DM (2001). „Anticonvulsant drugs and analeptic agents”.  Ур.: Adams, HR. Veterinary pharmacology and therapeutics. Ames: Iowa State University Press. ISBN 0-8138-1743-9. Retrieved September 8, 2008 through Google Book Search.
- Hall LW, Clarke KW, Trim CM (2001). „Principles of sedation, analgesia and premedication”. Veterinary anaesthesia. Philadelphia: W.B. Saunders. ISBN 0-7020-2035-4.

## Spoljašnje veze
|  | Molimo Vas, obratite pažnju na važno upozorenje u vezi sa temama iz oblasti medicine (zdravlja). |